# Coenosia johnsoni
Coenosia johnsoni är en tvåvingeart som beskrevs av Malloch 1920. Coenosia johnsoni ingår i släktet Coenosia och familjen husflugor. Inga underarter finns listade i Catalogue of Life.